# Radare2
Radare2 (znany także jako r2) – kompletny framework do inżynierii wstecznej i analizy plików binarnych; składa się z zestawu pomniejszych narzędzi, które mogą zostać użyte niezależnie od siebie przy pomocy wiersza poleceń. Obsługuje wiele formatów plików wykonywalnych przeznaczonych dla różnych procesorów i systemów operacyjnych.

## Funkcjonalność
Jako że Radare2 nie posiada GUI, jego nauka może początkowo okazać się skomplikowana. Pierwotnie został zbudowany na bazie edytora heksadecymalnego, aktualnie posiada wiele narzędzi i funkcji, a także API dla kilku języków programowania.

### Analiza statyczna
Radare2 potrafi asemblować i deasemblować wiele rodzajów kodu, ale potrafi także między innymi generować binarne diffy, czy pozyskiwać symbole debuggera. Jako że pozwala on na pracę także z uszkodzonymi plikami binarnymi, często używany jest do analizy bezpieczeństwa systemów informatycznych.

### Analiza dynamiczna
Radare2 ma wbudowany debugger, bardziej niskopoziomowy niż GDB. Posiada także do niego interfejs, obsługuje też WineDBG w celu analizy programów dla Windows na innych systemach operacyjnych. Można go także użyć jako debuggera kernela przy pomocy wsparcia dla VMWare. Radare2 obsługuje protokół WinDBG.

### Tworzenie exploitów
Połączenie deasemblera z niskopoziomowym debuggerem sprawia, że radare2 może być użyty przez programistów exploitów. W programie istnieje kilka funkcji, które pomagają w tworzeniu exploitów, na przykład wyszukiwarka gadżetów ROP czy wykrywanie zabezpieczeń. Ze względu na elastyczność radare2 i jego obsługę wielu formatów plików, często jest on używany przez drużyny capture the flag i inne osoby związane z bezpieczeństwem systemów komputerowych.
Przy pomocy załączonego narzędzia "ragg2", ułatwione jest pisanie shellcode, podobnie jak w przypadku projektu metasploit.

## Obsługiwane architektury/formaty plików
- Obsługiwane formaty plików
  - COFF i pochodne, włącznie z Win32/64/generic PE
  - ELF i pochodne
  - Mach-O (Mach) i pochodne
  - Kartridże Game Boy oraz Game Boy Advance
  - MZ (MS-DOS)
  - Java class
  - dyld cache dump[10]
  - Dex (Dalvik EXecutable)
  - Format Xbox xbe[11]
  - Pliki binarne Plan9
  - Maszyna wirtualna Winrar[12]
  - Systemy plików z rodzin ext, ReiserFS, HFS+, NTFS, FAT, ...
  - DWARF oraz PDB w celu przechowywania dodatkowych informacji debuggera
  - Surowe pliki binarne
- Zestawy instrukcji procesora
  - Rodzina Intel x86
  - ARM
  - Atmel AVR
  - Brainfuck
  - Motorola 68k oraz H8
  - Ricoh 5A22
  - MOS 6502
  - Maszyny wirtualne Smartcard PSOS
  - Maszyna wirtualna Java
  - MIPS: mipsb/mipsl/mipsr/mipsrl/r5900b/r5900l
  - PowerPC
  - Rodzina SPARC
  - TMS320Cxxx
  - Argonaut RISC Core
  - Intel 51: 8051/80251b/80251s/80930b/80930s
  - Zilog Z80
  - CR16
  - Cambridge Silicon Radio (CSR)
  - AndroidVM Dalvik
  - DCPU-16
  - Bajtkod EFI
  - Gameboy (z80)
  - Bajtkod Java
  - Malebolge
  - MSIL/CIL
  - Nios II
  - SuperH
  - Spc700
  - Systemz
  - TMS320
  - V850
  - Whitespace
  - XCore